# Saving Mr. Banks
Saving Mr. Banks (prt: Ao Encontro de Mr. Banks; bra: Walt nos Bastidores de Mary Poppins) é um filme áustralo-britânico-norte-americano de 2013 do gênero comédia dramática, dirigido por John Lee Hancock. A trama focaliza o desenvolvimento do filme Mary Poppins.

## Sinopse
No início dos anos 60, Walt Disney (Tom Hanks) encontra Pamela Travers (Emma Thompson), escritora e autora do livro Mary Poppins. Ele passou 20 anos tentando conseguir os direitos dos livros de Pamela para sua adaptação para o cinema, e, quando Travers finalmente aceita, Disney descobre que o roteiro do filme será ditado conforme as vontades da autora. Simultaneamente à história de Disney e Pamela, é contada a história da infância de Pamela, seus problemas com o pai alcoólatra, Travers Goff (Colin Farrell), e o porquê da existência do personagem dos livros, Sr. Banks.

## Elenco
- Tom Hanks | Walt Disney
- Emma Thompson | Pamela Lyndon Travers
- Colin Farrell | Travers Robert Goff
- Paul Giamatti | Ralph
- Jason Schwartzman | Richard M. Sherman
- B. J. Novak | Robert B. Sherman
- Bradley Whitford | Don DaGradi
- Annie Rose Buckley | Ginty
- Ruth Wilson | Margaret Goof

## Prêmios e indicações
Oscar
- Melhor Trilha Sonora - Indicado[3]

BAFTA
- Melhor Atriz (Emma Thompson) - Indicada[4]

Globo de Ouro
- Melhor Atriz (Emma Thompson) - Indicada[5]

Screen Actors Guild
- Melhor Atriz Principal em Cinema (Emma Thompson) - Indicada[6]

Empire
- Melhor Atriz (Emma Thompson) - Vencedora[7]

National Board of Review
- Melhor Atriz (Emma Thompson) - Vencedora[8]